# 皮特·巴雷斯

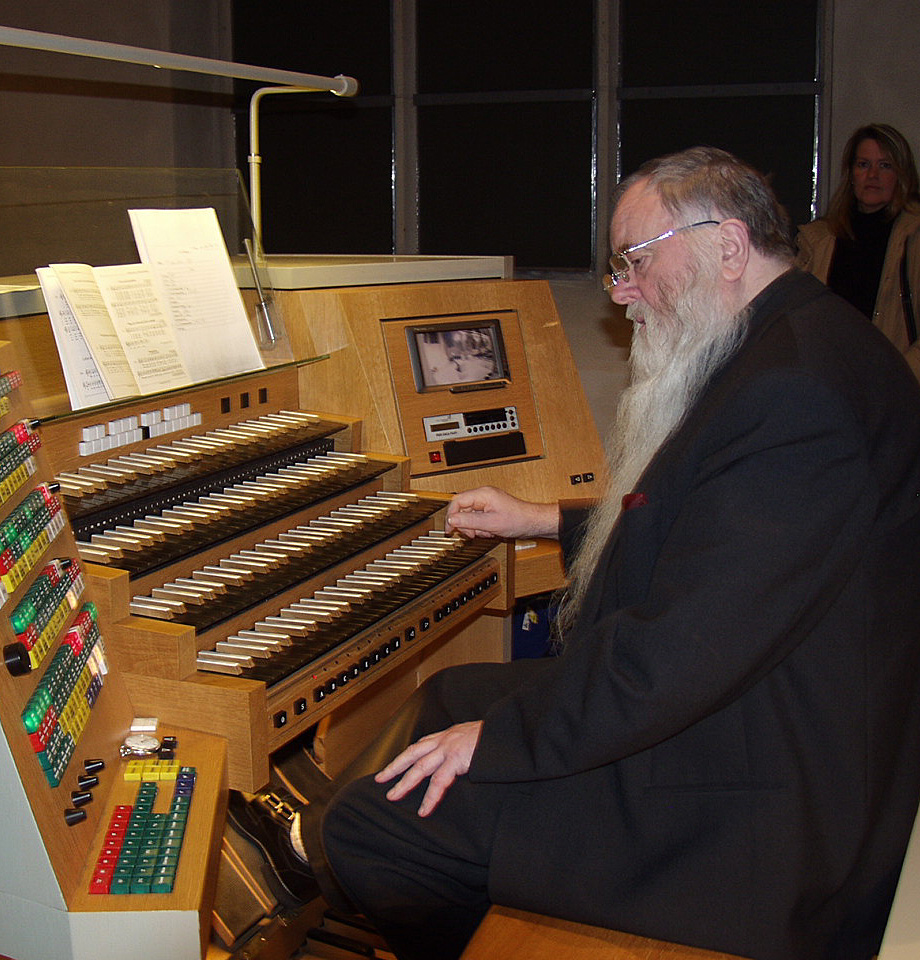
2006年的皮特·巴雷斯

皮特·巴雷斯（德語：Peter Bares，1936年1月16日—2014年3月2日），是一名德国风琴演奏者和作曲家，他因教会音乐而著名。
2014年3月2日，死于莱茵兰-普法尔茨，享年78岁。